# Decarboxilação oxidativa
Reações de decarboxilação oxidativa são reações de oxidação nas quais um grupo carboxilato é removido, formando dióxido de carbono. Estas reações geralmente ocorrem em sistemas biológicos: há muitos exemplos no ciclo do ácido cítrico.

## Ciclo do ácido cítrico
No ciclo do ácido cítrico piruvato desidrogenase, Isocitrato desidrogenase, e α-cetoglutarato deidrogenase catalisam reações de decarboxilação oxidativa. Cada reação reduz NAD+ a NADH e gera CO2.

## Outras ocorrências
A transformação de glioxilato a ácido fórmico é também uma decarboxilação oxidativa.